# NGC 4424
NGC 4424 је спирална галаксија у сазвежђу Девица која се налази на NGC листи објеката дубоког неба.
Деклинација објекта је + 9° 25' 17" а ректасцензија 12h 27m 11,4s. Привидна величина (магнитуда) објекта NGC 4424 износи 11,4 а фотографска магнитуда 12,3. Налази се на удаљености од 16,8000 милиона парсека од Сунца. NGC 4424 је још познат и под ознакама UGC 7561, MCG 2-32-58, CGCG 70-90, VCC 979, IRAS 12246+0941, PGC 40809.